# Markarian 1498
Markarian 1498 (abrégé en Mrk 1498, Mkn 1498 et MK 1498) est une galaxie de Markarian située à une distance de 241,99 ± 16,99 Mpc (∼789 millions d'al) de la Terre, dans la constellation du Dragon. Elle a été découverte en octobre 1981 par Benjamin Markarian qui la cataloguera dans le catalogue de Markarian en raison de la forte émission d'ultraviolets sortant de son centre galactique.

## Morphologie

### Centre actif et radiogalaxie
Mrk 1498 émet de fortes raies d'émissions étendues jusqu'à une distance d'environ 7 kpc (∼22 800 al) de leur point d'émission, probablement le centre actif. Les raies d'émissions sont suspectées d'être photo-ionisées par un quasar qui s'est éteint ou est encore actif mais fortement obscurci par de la poussière et des gaz. Fait intéressant, le noyau de Mrk 1498 est la source d'émission d'une radiogalaxie avec deux lobes radio géants d'une taille projetée d'environ 1,1 Mpc (∼3,59 millions d'al) chacune. Des observations multi-longueurs d'onde révèlent que Mrk 1498 abrite une structure centrale complexe, dominée par une jeune source radio, entourée d'une région de forte absorption de rayons X. De plus, le spectre infrarouge de Mrk 1498 est dominé par l'excès d'infrarouge d'un tore de poussière et de gaz suivi d'un disque de matière, composé d'oxygène doublement ionisé, qui s'étend sur une distance d'environ 1 kpc (∼3 260 al) de diamètre et il mesure environ 5 pc (∼16,3 al) d'épaisseur. Cette structure atténue l'émission optique et ultraviolette et les réémet dans l'infrarouge. Par conséquent, les fréquences infrarouges moyennes sont idéales pour révéler les propriétés de la poussière dans la région liée au tore. Les rayons X sont généralement capables de pénétrer à travers le tore poussiéreux, permettant d'enquêter sur l'émission coronale à quelques rayon de Schwarzschild du trou noir supermassif de Mrk 1498. À quelques kpc, on trouve une structure de nuages de gaz se déplaçant à ∼500 km/s, qui pourrait être responsable des raies d'émissions étroites dans le spectre optique de Mrk 1498. Les données tirées des observations multi-longueurs d'onde montrent des preuves que le noyau de Mrk 1498 est fortement absorbé et a récemment redémarré son activité sous la forme d'un quasar.
Les noyaux actifs de galaxie émettent sur l'ensemble du spectre électromagnétique, et l'émission observée à chaque fréquence donne des informations sur différentes régions qui composent la galaxie et son centre. Ainsi l'étude des noyaux galactiques actifs recueillies à différentes bandes photométriques peuvent être très utiles pour étudier les parties les plus internes des galaxies actives. L'image globale de Mrk 1498 faite par le télescope spatial Hubble montre un trou noir supermassif  alimenté par un disque d'accrétion, dont l'émission de radiation culmine aux fréquences de l'ultraviolet, que l'on pense être entouré d'un complexe de nuages de gaz. Tout près du trou noir supermassif de Mrk 1498, situé à environ 0,5 pc (∼1,63 al) de ce dernier, les nuages se déplacent à des vitesses très élevées (allant jusqu'à ∼3 000 km/s), composant la région du centre actif de Mrk 1498 de larges raies d'émissions, créées par des amas de gaz ionisé à un rayon d'environ 1,2 kpc (∼3 910 al) du centre. Ces amas de gaz ionisé sont dominés par une énergie cinétique générée par la rotation de ses gaz dans un disque d'accrétion. Le centre contient aussi des structures en forme de bandes irrégulières et asymétriques, composées de poussière s'étendant vers l'extérieur du centre actif jusqu'à une distance d'environ 7,5 kpc (∼24 500 al).
Les données des observations en rayons X du télescope spatial Suzaku et du télescope NuSTAR ont été utilisées pour montrer que Mrk 1498 est un centre galactique obscurci par des gaz et des poussières entourant le noyau actif. D'autres données, du télescope spatial Spitzer et du télescope spatial Hubble, montrent des raies d'émission proéminentes du néon, du soufre, de l'hydrogène et d'oxygène qui indique leurs présences dans les environnements du centre galactique de Mrk 1498.

### Trou noir supermassif
Grâce aux données du télescope spatial Hubble, la dispersion de vitesse stellaire a pu être estimée pour déterminer la masse du trou noir de Mrk 1498. La valeur observée est de 221 ± 2 km/s-1 ce qui correspond à un trou noir de masse égale à 7,2 ± 0,2 milliards de M☉. De plus, les raies d'émissions de Hβ, O III, O I, Hα, N II et S II ont permis d'appuyer les mesures de la masse.

### Structure externe
Les images du NRAO VLA Sky Survey faites à 1,4 GHz montrent que le centre actif de Mrk 1498 émet deux lobes radio, d'une taille projetée d'environ 1,1 Mpc (∼3,59 millions d'al) chacune (soit une échelle spatiale de 1,087 kpc/seconde d'arc), faisant de Mrk 1498 une radiogalaxie supergéante. En effet, des données du télescope spatial Swift ont permis de la classer dans la catégorie des radiogalaxies de type FRII. La structure symétrique a un angle d'environ 45 degrés par rapport à l'axe horizontal de la galaxie, avec le jet sud moins étendu que le jet nord, qui pourrait être dû à un effet de projection.
On pense que les lobes de ces galaxies sont aussi âgés de 108 ans, mais les jets qui sortent actuellement du noyau de la galaxie ne peuvent pas alimenter les lobes radio observés. L'explication la plus naturelle pour résoudre ce problème serait que le noyau de Mrk 1498 a subi une interruption de son activité, qui se produirait tous les 104 à 108 ans. Le nouveau noyau montre une émission allongée dans la même direction que les anciens jets. Cela rappelle les radiogalaxies doubles-doubles typiques, dont la morphologie est caractérisée par deux paires de lobes radio alignés dans la même direction et ayant un noyau commun. Dans le cas particulier de Mrk 1498, cette morphologie n'est pas observée, mais les données du Very Long Baseline Array montrent une émission allongée dans la même direction que les lobes, suggérant que Mrk 1498 pourrait être l'ancêtre d'une radiogalaxie double-double. De plus, leurs vitesses d'expansion suggèrent que les lobes radio se sont formées il y a 1 million d'années et 1,8 milliard d'années.

### Passée et formation d'étoiles
Pour expliquer sa complexité, Mrk 1498 doit être le résultat d'un événement de fusion comme une interaction mineure, qui a déclenché l'activité du centre et produit des courants de marée à travers la galaxie nouvellement formée. L'émission étendue à grande échelle qui donne lieu à la morphologie de Mrk 1498 pourrait être soit expliquée par la formation d'étoiles, soit par le matériau sortant du centre actif sous la forme de jets relativistes, même si la deuxième option est considérée comme bien plus probable. Grâce aux données du Wide-field Infrared Survey Explorer, des scientifiques ont pu examiner la galaxie en bandes infrarouges, ce qui a permis de localiser cette galaxie dans la phase de fusion tardive, c'est-à-dire 10 à 150 millions d'années après que la fusion se soit produite. Le spectre optique de Mrk 1498 montre que la galaxie pourrait avoir connu une récente explosion (∼106 ans) de formation d'étoiles. Les étoiles composant Mrk 1498 ont une métallicité, de 0,005 à 2,5 fois la métallicité solaire. La galaxie pourrait avoir connu une explosion récente qui correspond aux 0,01 à 0,1 % de la masse stellaire actuelle de la galaxie.
La formation d'étoiles a pu être causée par la fusion de galaxies, puisque les galaxies post-starburst montrent généralement des signes de jeunes populations stellaires. Cependant, le fait que les jets à grande et à petite échelle soient restés alignés avec les lobes rend peu claire l'hypothèse d'une fusion majeure dans Mrk 1498. À rappeler que les interactions mineures (entre les galaxies en fusion) au sein de la galaxie peuvent également produire des structures déformées. Il existe de fortes raies HII dans le spectre de Mrk 1498. Cette émission pourrait donc être un gaz ionisé par de jeunes étoiles massives dans une région HII.

### Noyau obscurci
Dans l'hypothèse d'un noyau actif obscurci dans le centre de Mrk 1498, la nature du quasar dans le noyau de Mrk 1498 est controversée. D'une part, les données obtenues par Suzaku ont été utilisées pour montrer que le noyau est fortement obscurci par une forte quantité de poussières et de gaz très dense. En revanche, les données optiques du télescope spatial Hubble trouvent une émission étendue autour du noyau qui a été expliquée comme des nuages de gaz ionisés par un quasar. Des images très précises du Very Large Array détectent une émission due au plasma accéléré au voisinage d'un trou noir supermassif, donnant donc une forte indication que le quasar de Mrk 1498 est très actif. De plus, le spectre radio montre la présence d'un quasar jeune. Le spectre obtenu avec le télescope spatial infrarouge Spitzer montre la forme typique d'un noyau actif dominé (en infrarouge) par l'émission d'un tore de poussière. Toutes ces données appuient fortement l'idée qu'un noyau actif réside dans le centre de Mrk 1498 à l'époque actuelle.
Les spectres de rayons X dans une bande d'énergie de 2 à 195 KeV, sont fortement absorbés par une forte quantité de poussière, plus précisément à un tore de matière. Donc, Mrk 1498 est parmi les noyaux de type Seyfert les plus obscurcis. L'absorption des rayons X est généralement interprétée comme une mesure de l'absorption par le tore. Cette absorption peut être comparée aux observations dans l'infrarouge moyen, qui tracent également des signatures de l'émission de poussière. De par les observations en multi-longueurs d'onde, on suggère que ce tore mesure environ 5 pc (∼16,3 al) d'épaisseur et il se situe à environ 1 kpc (∼3 260 al) du quasar. En ondes radio, le noyau de Mrk 1498 apparait aussi obscurci. Dans les ondes radio, l'absorption des rayons est due à du plasma très dense, car le quasar de Mrk 1498 est jeune et les basses fréquences sont absorbées par le même plasma qui les a émis.

### Anneaux de gaz

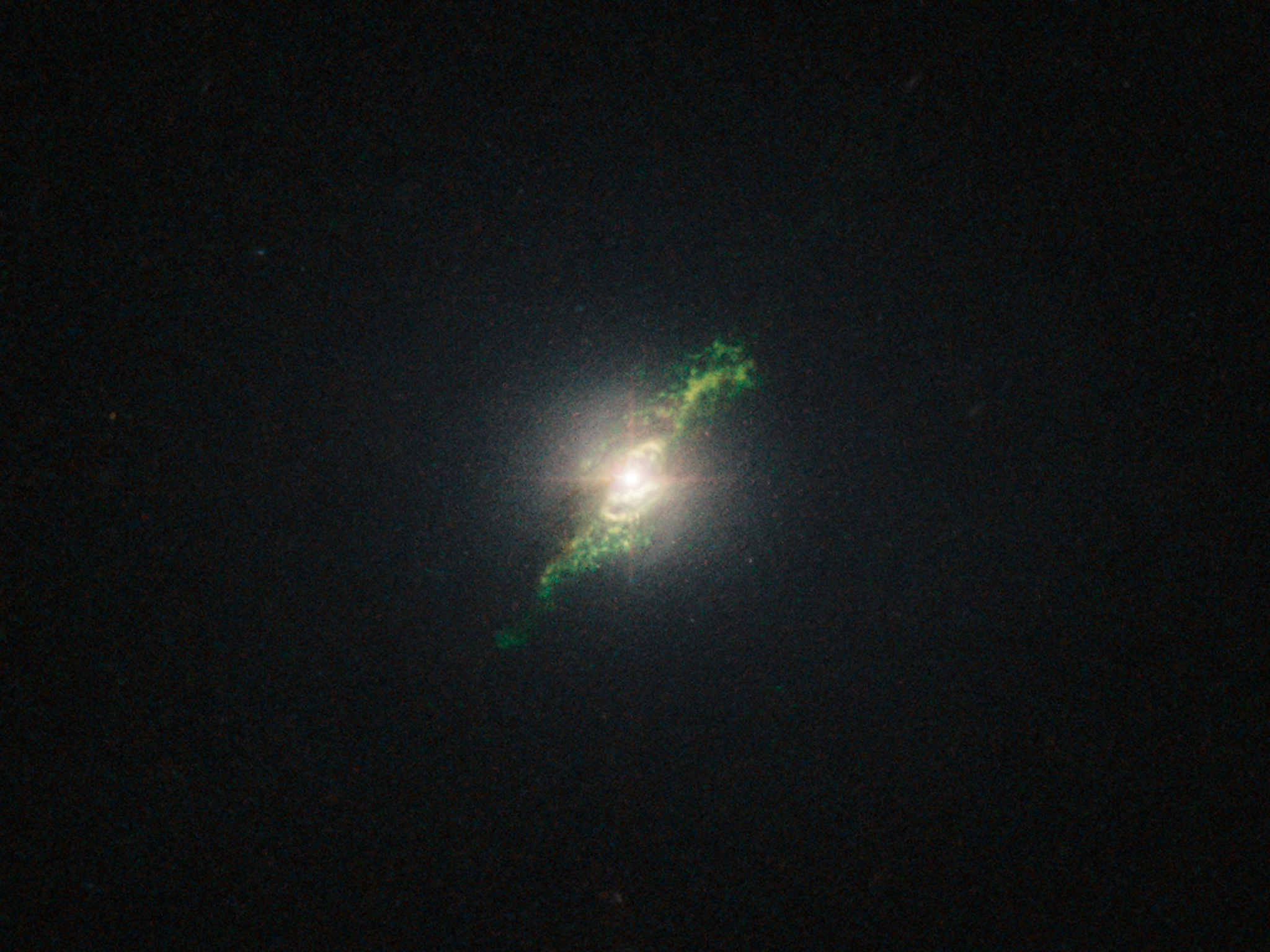
Image du télescope spatial Hubble du centre de Mrk 1498. Les anneaux sont marqués par la couleur verte, qui correspond à la raie spectrale de l'oxygène doublement ionisé.

Mrk 1498 montre deux caractéristiques remarquables. Aux échelles d'environ 1,2 kpc (∼3 910 al), plusieurs anneaux d'oxygène et d'hydrogène ionisé sont visibles, traçant éventuellement les cônes d'ionisation présents dans leur centre de Mrk 1498. En fait, sur la base d'observations par spectroscopie faites par les deux télescopes Gemini, il a pu être démontré que les anneaux suivent la rotation principale de la galaxie. Dans les radiogalaxies, ses structures peuvent également être alignées verticalement avec les jets relativistes, comme cela semble être le cas de Mrk 1498, où l'allongement des régions des rayons X et des raies d'émission d'oxygène doublement ionisé sont alignées dans même direction que les jets. D'autre part, des structures relativement importantes étendues à 10 secondes d'arc (environ 10 kpc (∼32 600 al)) au nord-est et au sud-ouest sont présentes et particulièrement brillantes dans les raies d'oxygène. Fait intéressant, cette structure à grande échelle n'est alignée ni avec l'axe des jets ni avec l'émission de rayons X, ce qui rend son origine intrigante.
Le désalignement et l'extension à grande échelle d'une telle émission d'oxygène ne supportent pas une provenance d'une région classique mais d'un noyau actif qui ionise des gaz présents à cet endroit. Les deux anneaux sont situés à une distance d'environ 7 kpc (∼22 800 al) du noyau, similaire aux anneaux observés dans le quasar de la tasse de café. L'interaction entre un jet relativiste voire supraluminique et le milieu interstellaire peut produire des émissions étendues sous forme de flux sortants, comme observé avec Mrk 1498. Le désalignement entre les régions de raies d'émission, les rayons X et le jet rendent cette possibilité improbable. Néanmoins, les structures d'émission de raies optiques sont préférentiellement orientées perpendiculairement aux jets radio, suggérant qu'il est plus probable que la structure gazeuse soit associée à une chute de matière vers le trou noir supermassif de Mrk 1498.

### Galaxie de Seyfert
La galaxie Mrk 1498 est une galaxie lenticulaire voire elliptique supergéante de type Seyfert 1.9. Son type morphologique est S0 voire E0 et Seyfert 1.9. Son diamètre angulaire de 44,88 seconde d'arc, corrélé à sa distance, fait qu'elle mesure environ 52,56 kpc (∼171 000 al) de diamètre. Elle est une galaxie très lumineuse, particulièrement dans le proche infrarouge, avec des magnitudes absolues de, -22,9 dans l'optique et -27,75 dans le proche infrarouge. Vue depuis la Terre, sa magnitude apparente est de 14,1 dans l'optique et de 9.255 dans le proche infrarouge. Sa vitesse par rapport au fond diffus cosmologique est de 16 407 ± 90 km/s, ce qui fait une distance de Hubble de 241,99 ± 16,99 Mpc (∼789 millions d'al). La galaxie a un décalage vers le rouge photométrique de et spectroscopique de 0,05, ce qui correspond à une distance allant de 241,99 ± 16,99 Mpc (∼789 millions d'al) à 247,07 ± 17,35 Mpc (∼806 millions d'al), ce qui fait un cas de cohésion entre la loi de Hubble-Lemaître et les mesures du décalage vers le rouge.